# Carniella detriticola
Carniella detriticola là một loài nhện trong họ Theridiidae.
Loài này thuộc chi Carniella. Carniella detriticola được František Miller miêu tả năm 1970.